# Arthur Wynne
Arthur Wynne (22 juin 1871 — 14 janvier 1945) est l'inventeur des mots croisés.

## Biographie
Arthur Wynne naît le 22 juin 1871 à Liverpool en Angleterre. il émigre aux États-Unis le 6 juin 1891 à l'âge de 19 ans,.

## Carrière

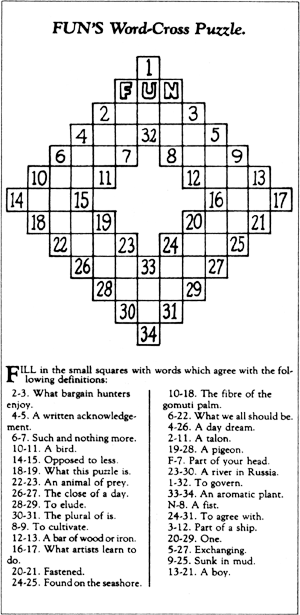
Grille de mots croisée originale d'Arthur Wynne du 21 décembre 1913.

Arthur Wynne vit quelque temps à Pittsburgh où il travaille pour le journal Pittsburg Press et joue du violon à l'Orchestre symphonique de Pittsburgh.
Arthur Wynne déménage ensuite à New York et travaille au New York World. Il est connu pour son invention des mots croisés en 1913 alors qu'il habite à Cedar Grove au New Jersey. Il crée sa première grille pour la page fun de l'édition dominicale du New York World. Il introduit une grille en forme de losange avec un centre vide et les lettres F-U-N préremplies dans l'édition du 21 décembre 1913. Il appelle ce jeu Word-Cross Puzzle. Il crée le nouveau jeu à la demande de son éditeur quelques mois plus tôt. Il est en partie inspiré par un jeu de son enfance, le Carré magique.
Bien que l'invention de Wynne soit basée sur des jeux plus anciens similaires, il introduit quelques nouveautés comme l'utilisation de lignes verticales et horizontales qui créent des cases dans lesquels les lettres sont écrites. Il utilise par la suite des cases noires dans un arrangement symétrique pour séparer les lignes et les colonnes.
Quelques semaines après la parution de cette première grille, le nom est changé en Cross-Word à la suite d'une erreur de frappe. Le jeu de Wynne est depuis connu sous le nom de crosswords. Pendant 10 ans, le New York World est le seul journal à publier les mots-croisés de Wynne, bien que le jeu ne soit pas breveté et son nom pas protégé.
Arthur Wynne est naturalisé américain dans les années 1920. À partir de 1924, il est co-auteur des mots-croisés pour le journal britannique Sunday Express, et introduit les "mots-croisés cryptiques" qui consistent à fournir 2 indices pour chaque mot : un indice normal et un deuxième faisant usage d'anagramme, jeu de mots, cryptogramme, Il meurt à Clearwater (Floride) le 14 janvier 1945.